# 渡辺一久 (極真)
渡邊 一久（わたなべ かずひさ、1937年 - ）は、日本の空手家。東京都出身。

## 来歴
20歳で極真会館の前身である大山道場に入門。一年余りで初段を取る。大山道場では、師範・大山倍達、師範代の石橋雅史・安田英治・南本一郎、先輩である黒崎健時らに師事。同期に大山茂・岡田博文。大山道場の初代師範代を務めた。
- - 他の先輩は他流経験者で大山道場初の黒帯を取得した師範代なので初代と言われている。

黒帯取得後は、藤巻潤・梶原一騎・大山泰彦、ジョン・ブルミン、千葉真一・郷田勇三・中村忠・加藤重夫・藤平昭雄・芦原英幸らを指導・育成した。
- - 渡邊が稽古した中で最強は安田英治先輩で後輩の中では藤平昭雄(大沢昇)が群を抜いていたと答えている。

## 著書
- 『幻の大山道場の組手 かつて地上最強の空手は実在した』東邦出版、2013年。ISBN 9784809411182。